# Požar (priimek)
Požar je priimek več znanih Slovencev:
- Anton Požar (1861—1933), duhovnik, dr. obojega prava, publicist, uvajalec glagolice
- Anton Požar (1885—1974), gledališki pevec in igralec
- Anton (Tone) Požar (1912—1996), duhovnik, profesor in publicist
- Bojan Požar (*1957), novinar, urednik, medijski podjetnik
- Boštjan Požar, glasbenik kitarist in pevec (Ana Pupedan)
- Breda Požar (1917—2006), germanistka, anglistka, didaktičarka
- Cvetka Požar, kustosinja za oblikovanje in vodja kustosov MAO (Lj)
- Danilo Požar (1914—2005), pravnik, ekonomist, logistik, univ. prof.
- Drago Požar, načrtovalec športnih objektov
- Dušan Požar (1928—2006?), kazenski pravnik
- Izidor Požar, lokostrelec
- Jože Požar, pevec pri Oktetu Gallus
- Jože Požar (*1947), balinar
- Ladislav Požar (1893—1979), učitelj
- Lev Požar, klinični psiholog, skupinski psihoterapevt
- Lovro Požar (1855—1946), gimnazijski profesor in ravnatelj, šolnik
- Marta Požar (1923—?), kulturna delavka
- Maša Požar (*1986), teniška igralka, pravnica v kabinetu predsednika vlade
- Matevž Požar (1899—1977), član organizacije TIGR in partizan
- Miloš Požar (1925—1987), slikar, likovni pedagog
- Miloš Požar (1925—2014), inženir - česa ?
- Miroslav Požar (*1935), živilski gospodarstvenik
- Nada Požar Matijašič, knjižničarka (bibliotekarka)
- Pavel Požar, filozof, prevajalec
- Stanislav Požar (1949—1991), veteran in žrtev vojne za Slovenijo
- Stojan Požar (1926—2011), urednik, politik in literat v Mariboru